# Oxythyrea
Oxythyrea (Mulsant, 1842) è un genere di coleotteri appartenenti alla famiglia degli Scarabeidi (sottofamiglia Cetoniinae).

## Etimologia
Il nome del genere Oxythyrea deriva dal greco oxýs (= pungente) e thyreós (=scudo), in riferimento alla presenza di peletti che rivestono il suo corpo. . 

## Descrizione

### Adulto
Le specie appartenenti al genere Oxythyrea sono generalmente di piccole dimensioni (circa 12 mm) e presentano un corpo tozzo di colore nero, con dei puntini bianchi sulle elitre. Alcune specie, presentano delle linee bianche sul pronoto mentre altre no. Nella parte inferiore del corpo presentano una pubescenza relativamente folta.

### Larva
Le larve sono del tutte simili a quelle di tutti i cetoniini, ossia dei vermi bianchi dalla classica forma a "C" con testa e zampe sclerificate.

## Biologia

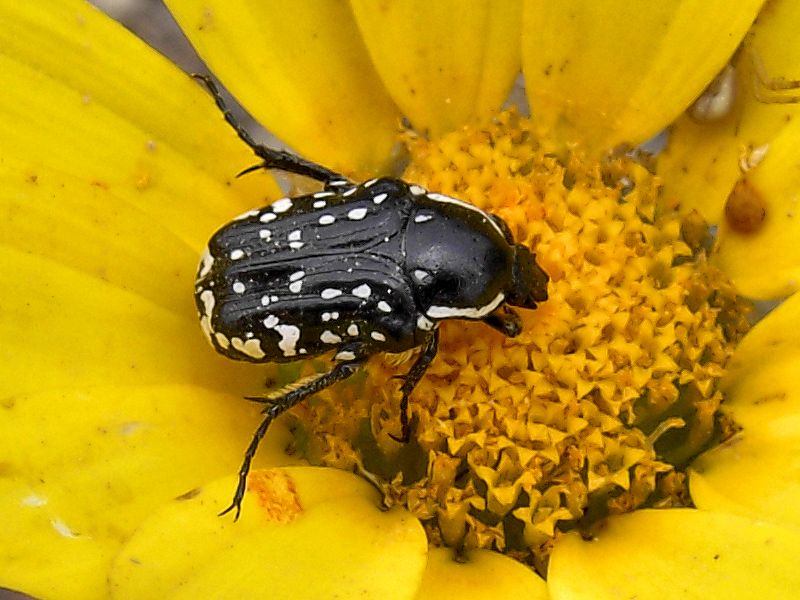
Oxythyrea cinctella su un fiore.

Gli adulti sono generalmente visibili in primavera e in estate, e sono soliti volare durante il giorno. Si possono osservare sui fiori, che costituiscono gran parte della loro dieta, al punto che alcune specie, come Oxythyrea funesta possono risultare in alcuni casi dannosi per certe colture. Le larve, solitamente, si sviluppano nel terreno, nutrendosi di detriti vegetali in decomposizione.

## Tassonomia
Il genere Oxythyrea racchiude attualmente le seguenti specie di cui solo Oxythyrea funesta è presente in Italia:
- Oxythyrea abigail
- Oxythyrea albopicta
- Oxythyrea cinctella
- Oxythyrea cinctelloides
- Oxythyrea densata
- Oxythyrea dulcis
- Oxythyrea funesta
- Oxythyrea groenbechi
- Oxythyrea guttifera
- Oxythyrea noemi
- Oxythyrea pantherina
- Oxythyrea petit
- Oxythyrea podicalis
- Oxythyrea picticollis
- Oxythyrea pygidialis
- Oxythyrea subcalva
- Oxythyrea tripolitana